# Чемодуров Трохим Миколайович
Трохим Миколайович Чемодуров (17 [30] вересня 1917, село Шалигине, тепер селище Глухівського району Сумської області — 20 травня 1997, місто Сімферополь) — український радянський і компартійний діяч, голова виконкому Кримської обласної ради. Депутат Верховної Ради УРСР 7–9-го скликань (1967—1980). З 1974 року — член і заступник голови Президії Верховної Ради УРСР. Кандидат у члени ЦК КПУ (1966—1976). Член ЦК КПУ (1976—1981).

## Біографія
Народився в селянській родині. У 1935 році закінчив середню школу.
У 1935—1938 роках — завідувач обліку, заступник уповноваженого Народного комісаріату заготівель СРСР по Шалигинському району Харківської області.
З 1938 року — у Червоній армії. У жовтні 1938—1940 році — курсант військової полкової школи в місті Орджонікідзе; курсант Ростовського військово-політичного училища.
Член ВКП(б) з 1940 року.
У 1940—1948 роках — служба в Радянській армії: політичний керівник батареї Грозненського військового училища, комісар зведеної батареї армії, старший інструктор політичного відділу тилу 64-ї та 7-ї гвардійської армій Сталінградського, Воронезького, Степового, 2-го Українського фронтів. Учасник німецько-радянської війни.
У 1948—1949 роках — інструктор Сімферопольського міського комітету ВКП(б) Кримської області. У 1949—1952 роках — заступник завідувача організаційного відділу; завідувач відділу партійних, профспілкових і комсомольських організацій Севастопольського міського комітету ВКП(б).
У 1952—1955 роках — слухач Вищої партійної школи при ЦК КПРС. У 1953 році закінчив 4 курси Київського педагогічного інституту (заочно).
У 1955—1960 роках — 1-й секретар Сталінського районного комітету КПУ міста Севастополя.
У 1960 — січні 1963 року — 2-й секретар Севастопольського міського комітету КПУ.
У січні 1963 — грудні 1964 року — секретар Кримського промислового обласного комітету КПУ, голова Кримського промислового обласного Комітету партійно-державного контролю. У грудні 1964 — грудні 1965 року — секретар Кримського обласного комітету КПУ, голова Кримського обласного Комітету партійно-державного контролю.
У січні 1966 — грудні 1979 року — голова виконавчого комітету Кримської обласної Ради депутатів трудящих.
У грудні 1979 — вересні 1986 року — заступник начальника управління торгівлі виконавчого комітету Кримської обласної ради народних депутатів.
З 1986 року — на пенсії.
Помер 20 травня 1997 року, похований в Сімферополі на цвинтарі «Абдал».

## Звання
- гвардії капітан
- гвардії старший лейтенант

## Нагороди
- орден Леніна (1977)
- орден Жовтневої Революції
- два ордени Трудового Червоного Прапора
- орден Вітчизняної війни І ст. (1985)
- орден Вітчизняної війни ІІ ст. (1945)
- орден Червоної Зірки (1944)
- медаль «За бойові заслуги»
- медалі